# Hôtel de Bourgogne (Luxembourg)
Pour les articles homonymes, voir Hôtel de Bourgogne.
L'hôtel de Bourgogne est un hôtel particulier, à Luxembourg. Entre 1975 et 2020, l'hôtel de Bourgogne est la résidence officielle du Premier ministre du Luxembourg, ainsi que le siège du gouvernement luxembourgeois et du ministère d'État.

## Situation et histoire
L'hôtel de Bourgogne est situé 4, rue de la Congrégation, en plein cœur de la ville. Il se trouve dans un jardin bordé à l'ouest par la cathédrale Notre-Dame et au nord par le Refuge Saint-Maximin, ancien bâtiment monastique qui l'a remplacé en 2020 comme siège du gouvernement.
Son existence est attestée depuis le milieu du XVe siècle.